# Lazistán
Lazistán (lazsky: ლაზონა - Lazona, gruzínsky: ჭანეთი - Chaneti) je gruzínská historická oblast obývaná Lazy. Nyní je součástí Turecka a je rozdělen mezi provincie Rize, Artvin a Trabzon. V ruských zdrojích 16.-19. století je tato země nazývána jako Turecká Gruzie nebo gruzínská země.

## Geografie

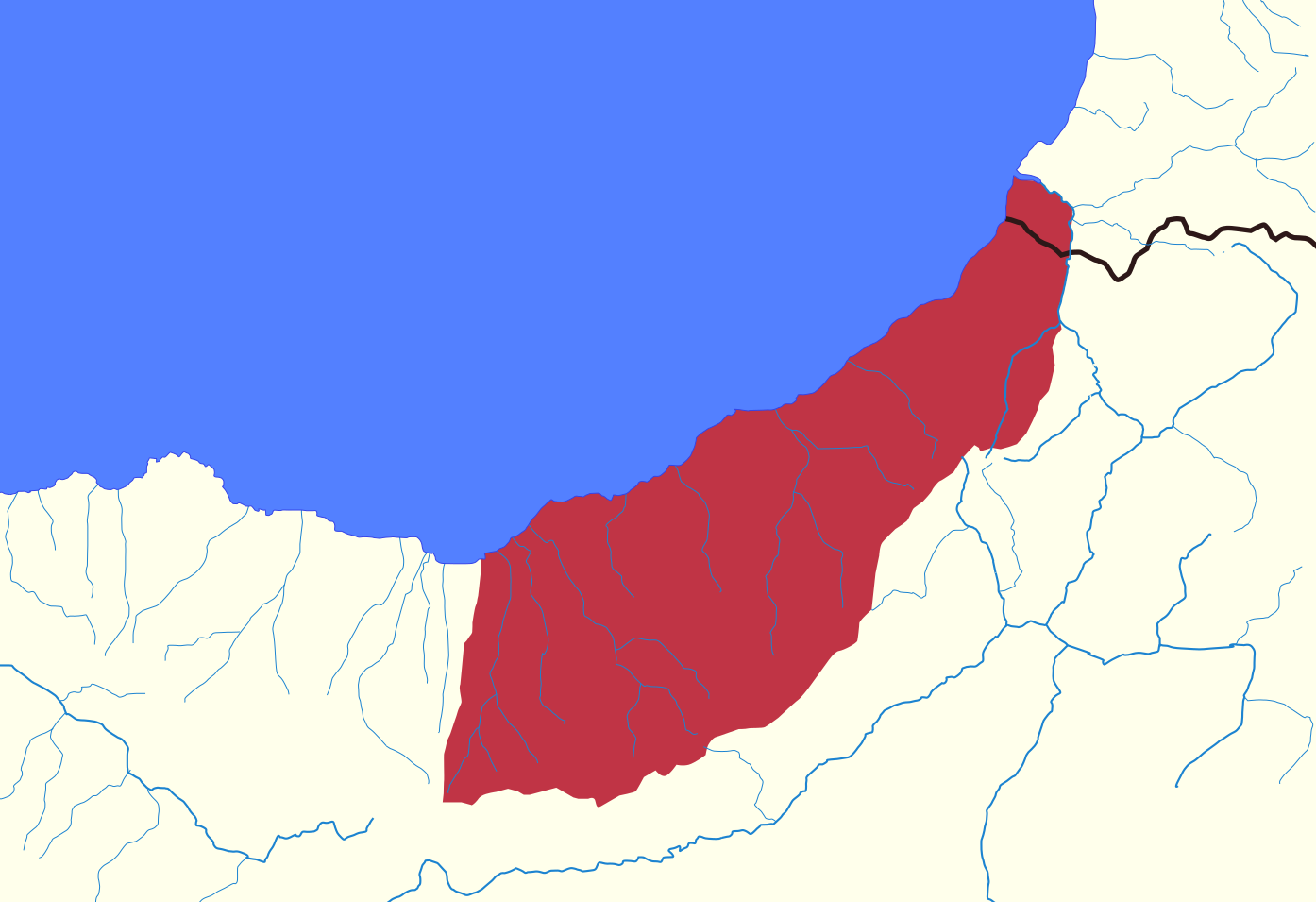
Mapa Lazistánu

Lazistán se nachází na severovýchodě moderního Turecka, na severních svazích Lazistánského hřbetu při pobřeží Černého moře. Nejvyšší výška je 3931 m. Podnebí Lazistánu je subtropické, srážky jsou 2-3000 mm ročně. V pobřežním pásu se pěstuje tabák, víno, kukuřice, lískové ořechy a citrusové plody. Při úpatí hor převažují listnaté lesy, především dub, javor, buk a habr. V nadmořské výšce 400-1250 m převažují bukovo-smrkové lesy. V nadmořské výšce 1250-1900 jsou smrkové lesy s jedlí. Ve vyšších polohách převažují horské louky.

## Dějiny
Ve starověku byla tato oblast součástí Kolchidy. Království Kolchida bylo známé Řekům a Římanům jako Lazika, Peršané ho nazývali Lazistán. Na rozdíl od okolních států unikla tato oblast muslimské nadvládě a zůstala součástí Byzance. Ve středověku byl Lazistán součástí Gruzie až do tureckého dobytí v ruce 1578. V roce 1878 se východní Lazistán (včetně města Batumi) stal součástí Ruské říše a centrum osmanské správy se přesunulo z Batumi do Rize. Rozloha Lazistánu byla 3733,73 km², v roce 1878 zde žilo 138 400 obyvatel - především Lazů a Řeků. Lazistán dodával nejlepší námořníky to turecké flotily.
Po pádu Gruzínské demokratické republiky v únoru - březnu 1921 bylo zemí Lazistánu rozděleno mezi Gruzínskou SSR (Adžárie) a Turecko.
Dnes je Lazistán převážně převážně součástí Turecka a jeho populace se zabývá především čajovým průmyslem. Označení Lazistán, stejně jako například Kurdistán, se v Turecku nesmí používat.